# Активне навчання
З Вікіпедії, вільної енциклопедії
Ця стаття про освітню техніку. Про активне навчання в контексті машинного навчання див. Активне навчання (машинне навчання) .

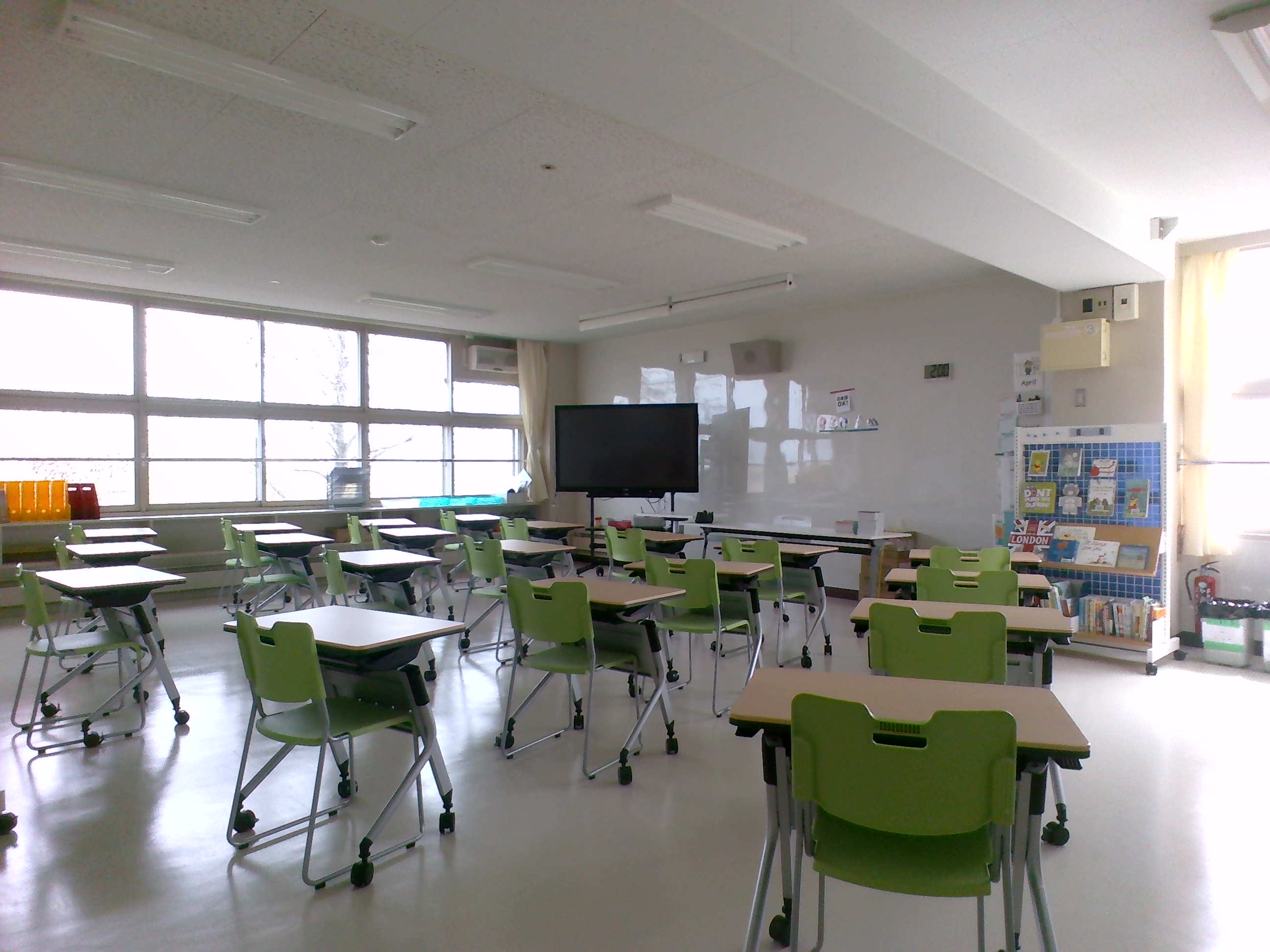
Аудиторне навчання

Активне навчання — це метод навчання, коли студенти залучені до навчального процесу і де існують різні рівні активного навчання, залежно від участі студента. Бонуелл і Ейсон (1991) стверджують, що учні беруть участь в активному навчанні, коли роблять будь-що, окрім пасивного слухання. За словами Гансона та Мозера (2003), використання методів активного навчання в класі може створити кращі академічні результати для учнів. Шейвенс, Гріффін, Джокой, Ліу та Бредфорд (2008) також зазначили, що «використовуючи стратегії навчання, які можуть включати роботу в малих групах, рольові ігри та моделювання, збір і аналіз даних, активне навчання має на меті підвищити інтерес і мотивацію студентів. і розвивати у студентів «критичне мислення, вирішення проблем і соціальні навички». 
У доповіді Асоціації з вивчення вищої освіти автори обговорюють різноманітні методології сприяння активному навчанню. Вони цитують літературу, яка вказує на те, що студенти повинні робити більше, ніж просто слухати, щоб вчитися. Вони повинні читати, писати, обговорювати та брати участь у вирішенні проблем. Цей процес стосується трьох навчальних областей, які називаються знаннями, навичками та ставленнями (KSA). Цю таксономію навчальної поведінки можна розглядати як «цілі процесу навчання».  Зокрема, студенти повинні брати участь у таких завданнях вищого порядку мислення, як аналіз, синтез та оцінка. 

## Природа активного навчання
Існує широкий спектр альтернатив терміну «активне навчання» та конкретних стратегій, таких як: навчання через гру, навчання на основі технологій, навчання на основі діяльності, групова робота, метод проектів тощо. Спільними факторами в них є деякі важливі якості та характеристики активного навчання. Активне навчання протилежне пасивному навчанню ; він орієнтований на учня , а не на вчителя, і вимагає більше, ніж просто слухання; активна участь кожного учня є необхідним аспектом активного навчання. Студенти повинні робити щось і водночас думати про виконану роботу та мету, що стоїть за нею, щоб вони могли покращити свої здібності мислення вищого порядку.
У навчальних програмах інтенсивно використовується наукова та кількісна грамотність, а навчання на основі технологій також користується великим попитом у зв’язку з активним навчанням. 
Барнс (1989)  запропонував принципи активного навчання:
1. Цільовий: відповідність завдання хвилюванню учнів.
2. Рефлексивний: розмірковування учнів над значенням вивченого.
3. Обговорення: обговорення цілей і методів навчання між учнями та вчителями.
4. Критично: студенти цінують різні способи та засоби вивчення змісту.
5. Комплексні: учні порівнюють навчальні завдання зі складнощами, які існують у реальному житті та здійснюють рефлексивний аналіз.
6. Керований ситуацією: враховується потреба в ситуації, щоб встановити навчальні завдання.
7. Залученість: завдання реального життя відображаються в діяльності, що проводиться для навчання.

Активне навчання вимагає відповідного навчального середовища шляхом реалізації правильної стратегії. Характеристиками навчального середовища є: 
1. Відповідає конструктивістським стратегіям і еволюціонує від традиційних філософій.
2. Сприяння навчанню, заснованому на дослідженнях, і містить автентичний науковий вміст.
3. Стимулювання лідерських якостей учнів через діяльність із саморозвитку.
4. Створення атмосфери, придатної для спільного навчання для побудови обізнаних навчальних спільнот.
5. Культивування динамічного середовища через міждисциплінарне навчання та створення високопрофільних заходів для кращого досвіду навчання.
6. Інтеграція попередніх знань з новими, щоб створити багату структуру знань серед студентів.
7. Підвищення продуктивності на основі завдань, надаючи студентам реалістичне практичне уявлення про предмет, який вивчають у класі.

## Характеристика вчителя в активному навчанні
[ редагувати ]
Дослідження Джерома І. Ротганса та Хенка Г. Шмідта показало кореляцію між трьома характеристиками вчителів та ситуаційним інтересом учнів до активного навчання в класі.
За словами Хіді та Реннінгера, ситуаційний інтерес визначається як «зосереджена увага та афективна реакція, яка миттєво викликається подразниками навколишнього середовища, які можуть тривати або не тривати з часом».
ситуативний інтерес студентів надихається трьома рисами вчителя, представленими в дослідженні. Ці три риси: соціальна конгруентність, предметна експертиза та когнітивна конгруентність:
1. Коли вчитель соціально конгруентний, що означає, що він/вона має гармонійну взаємодію з учнем, позитивні стосунки дозволяють учням висловлювати свою думку та брати участь, не боячись зробити помилку. Також студенти будуть задавати запитання, коли тема не зрозуміла; в результаті вони стають більш зацікавленими в класі.
2. Знання предмета: коли вчитель є експертом і має широкі знання предмета, що викладається, очікується, що студенти працюватимуть більше та докладатимуть більше зусиль у своїй роботі. Навпаки, якщо вчитель менш обізнаний, учні можуть втратити інтерес до навчання. Крім того, вчителі-експерти ефективніше допомагають своїм учням. Ця риса позитивно вплине на успішність студента під час активного процесу навчання.
3. Когнітивна конгруентність: це відбувається, коли вчитель може спростити складні концепції та використовувати прості терміни, щоб учні могли легко зрозуміти тему. Учитель скеровує студентів у процесі навчання, ставлячи запитання та дозволяючи студентам ділитися своїми думками без перерв. У результаті учні довірятимуть своїй здатності вчитися самостійно та розвиватимуть організований спосіб мислення на тему. Таким чином, вони будуть більше залучені до активного навчання в класі.

## Переконайтеся, що всі студенти активно навчаються
Загальна участь пропонує вчителям дві основні техніки для застосування у своїх класах. Перший корисний інструмент – ставити учням запитання вищого рівня замість запитань нижчого рівня. Відповідно до когнітивної таксономії Блума, запитання вищого порядку дозволить учням вийти за рамки своїх базових знань, відкриваючи двері для їхнього мислення, щоб зануритися в нові теми та встановити зв’язки, пов’язані з реальним життям. Коли учні встановлюють ці зв’язки та аналізують тему, яку потрібно вивчити, ця тема стане незабутньою. На відміну від цього, питання нижчого рівня є простими запитаннями, які базуються на запам’ятованих фактах або передбачуваних висновках. Такі типи запитань можуть залучити всіх студентів до участі, але не дозволять студентам розширити своє мислення. Пізніше вони, швидше за все, забудуть цю концепцію, оскільки вона не пов’язана з реальним життям, а їхнє мислення не пройшло глибокого аналізу. Другий інструмент називається «The Ripple». Ця техніка гарантує, що кожен студент візьме участь і дасть відповідь на питання вищого порядку, оскільки це дає студенту час, необхідний для самостійного мислення та створення ідей. Недоліком традиційного методу навчання є те, що він дозволяє лише деяким учням відповідати на підказку, тоді як іншим може знадобитися додатковий час для розвитку ідей. «The Ripple» буде мотивувати студентів на різних етапах. Спочатку учні думають самостійно, потім вони поширюють свої ідеї з однолітками, і, нарешті, це обговорення поширюється на весь клас. 

### Конструктивістська рамка
Активне навчання узгоджується з принципами конструктивізму , які є когнітивними, метакогнітивними, розвиваються та ефективними за своєю природою. Дослідження показали, що негайні результати в конструюванні знань неможливі через активне навчання, оскільки дитина спочатку проходить процес конструювання знань, записування знань, а потім засвоєння знань. Цей процес побудови знань залежить від попередніх знань учня, коли учень усвідомлює процес пізнання та може контролювати та регулювати його самостійно.  Є кілька аспектів навчання, і деякі з них:
1. Навчання через осмислене сприйняття, під впливом Девіда Аусубеля , який наголошує на попередніх знаннях, якими володіє учень, і вважає їх ключовим фактором навчання.
2. Навчання через відкриття, під впливом Джерома Брунера , де учні навчаються через відкриття ідей за допомогою ситуацій, запропонованих учителем.
3. Концептуальна зміна: неправильні уявлення виникають, коли учні знаходять знання без будь-яких вказівок; вчителі надають знання, пам’ятаючи про поширені помилкові уявлення про зміст, і проводять оціночну перевірку знань, створених учнями.
4. Конструктивізм, під впливом таких дослідників, як Лев Виготський , пропонує спільну групову роботу в рамках когнітивних стратегій, таких як запитання, уточнення, передбачення та підсумовування.

## Наука про активне навчання
Активне навчання можна ефективно використовувати для навчання розумінню та пам’яті.  Причина його ефективності полягає в тому, що він спирається на основні характеристики того, як мозок працює під час навчання. Ці характеристики були задокументовані тисячами емпіричних досліджень (наприклад, Smith & Kosslyn, 2011) і організовані в набір принципів. Кожен із цих принципів можна використати за допомогою різних вправ активного навчання. Вони також пропонують структуру для розробки заходів, які сприятимуть навчанню; Стівен Косслін (2017) зазначає, що при систематичному використанні ці принципи дозволяють учням «ефективно вчитися — іноді навіть не намагаючись вчитися». 

### Принципи навчання
Один із способів упорядкування емпіричної літератури про навчання та пам’ять визначає 16 різних принципів, які підпадають під дві парасолькові «максими». Перша максима, «Продумайте це», містить принципи, пов’язані з уважністю та глибоким обдумуванням нової інформації. Другий, «Створення та використання асоціацій», фокусується на техніках організації, зберігання та пошуку інформації.
Принципи можна підсумувати таким чином. 

#### Принцип І: Подумай
- Викликання глибокої обробки: розширення мислення за межі «номінальної вартості» інформації (Крейг та ін., 2006; Крейк і Локхарт, 1972)
- Використання бажаної складності: забезпечення того, щоб діяльність не була ні надто легкою, ні надто важкою (Bjork, 1988, 1999; VanLehn et al., 2007)
- Викликання ефекту генерації: потреба пригадування релевантної інформації (Butler & Roediger, 2007; Roediger & Karpicke, 2006)
- Залучення до обдуманої практики: сприяння практиці, зосередженій на навчанні на помилках (Brown, Roediger, & McDaniel, 2014; Ericsson, Krampe, & Tesch-Romer, 1993)
- Використання чергування: змішування різних типів проблем
- Стимулювання подвійного кодування: представлення інформації вербально та візуально (Kosslyn, 1994; Mayer, 2001; Moreno & Valdez, 2005)
- Викликання емоцій: породження почуттів для покращення запам’ятовування (Erk та ін., 2003; Levine & Pizarro, 2004; McGaugh, 2003, 2004)

#### Принцип II: Створюйте та використовуйте асоціації
- Сприяння поєднанню: збір інформації в організовані одиниці (Brown, Roediger, & McDaniel, 2014; Mayer & Moreno, 2003)
- Спираючись на попередні асоціації: зв’язування нової інформації з раніше збереженою інформацією (Bransford, Brown, & Cocking, 2000; Glenberg & Robertson, 1999; Mayer, 2001)
- Спочатку представлення основного матеріалу: надання базової інформації як структурного «хребта», до якого можна приєднати нову інформацію (Bransford, Brown, & Cocking, 2000; Wandersee, Mintzes, & Novak, 1994)
- Використання відповідних прикладів: пропонування прикладів однієї ідеї в різних контекстах (Hakel & Halpern, 2005)
- Покладаючись на принципи, а не на пам’ять: чітко характеризуючи виміри, фактори чи механізми, які лежать в основі явища (Kozma & Russell, 1997; Bransford, Brown, & Cocking, 2000)
- Створення асоціативного ланцюжка: послідовність фрагментів інформації в історії (Bower & Clark, 1969; Graeser, Olde, & Klettke, 2002)
- Використання розподіленої практики: поширення навчання в часі (Brown, Roediger, & McDaniel, 2014; Cepeda та ін., 2006, 2008; Cull, 2000)
- Встановлення різних контекстів: асоціювання матеріалу з різними налаштуваннями (Hakel & Halpern, 2005; Van Merrienboer et al., 2006)
- Уникнення втручання: включення характерних ознак пошуку, щоб уникнути плутанини (Adams, 1967; Anderson & Neely, 1996)

Активне навчання зазвичай спирається на комбінації цих принципів. Наприклад, добре організована дискусія спиратиметься на практично все, за винятком подвійного кодування, чергування та практики інтервалів. Навпаки, пасивне прослуховування лекції рідко приваблює щось інше.

## Активні навчальні вправи
Бонуелл і Ейсон (1991) запропонували учням працювати разом, обговорювати матеріали під час рольових ігор , дебати , брати участь у тематичному дослідженні , брати участь у спільному навчанні або складати короткі письмові вправи тощо. Аргумент полягає в тому, «коли слід використовувати вправи активного навчання під час інструктажу?». Численні дослідження показали, що запровадження активної навчальної діяльності (такої як симуляції, ігри, контрастні випадки, лабораторні роботи тощо) до, а не після лекцій чи читань, призводить до глибшого навчання , розуміння та передачі.  Рівень керівництва інструктора, якого потребують студенти під час «активності», може змінюватися залежно від завдання та його місця в навчальному розділі.
В активному навчальному середовищі учні занурюються в досвід, в рамках якого вони залучаються до смислотворчих запитів, дій, уяви, винаходу, взаємодії, висування гіпотез та особистих рефлексій (Cranton 2012).
Приклади діяльності «активного навчання» включають:
- Обговорення в класі може проводитися особисто або в онлайн-середовищі. Обговорення можна проводити з будь-яким розміром класу, хоча це зазвичай ефективніше в менших групах. Це середовище дозволяє інструктору керувати процесом навчання. Обговорення вимагає від учнів критичного мислення щодо предмета та використання логіки для оцінки своєї та позиції інших. Оскільки очікується, що учні обговорюватимуть матеріал конструктивно та розумно, обговорення є гарною подальшою діяльністю, оскільки розділ уже достатньо розглянуто.  Деякі переваги використання дискусії як методу навчання полягають у тому, що вона допомагає учням досліджувати різноманіття точок зору, підвищує інтелектуальну спритність, виявляє повагу до думок і досвіду студентів, розвиває звички спільного навчання, допомагає студенти розвивають навички синтезу та інтеграції (Brookfield 2005). Крім того, завдяки тому, що вчитель активно взаємодіє з учнями, це дозволяє їм приходити на урок краще підготовленими та знати про те, що відбувається в класі.
- Завдання «подумати в парах» — це коли учні витрачають хвилину на обмірковування попереднього уроку, потім на обговорення його з одним чи кількома своїми однолітками, нарешті, щоб поділитися ним з класом у рамках офіційного обговорення. Саме під час цього формального обговорення викладач повинен роз’яснити неправильні уявлення. Проте студентам потрібне знання предмета, щоб розмовляти змістовно. Таким чином, вправа «подумай-пари-поділися» корисна в ситуаціях, коли учні можуть визначити та переказати те, що вони вже знають, іншим. Це також може допомогти вчителям або інструкторам спостерігати за учнями та перевіряти, чи розуміють вони матеріал, що обговорюється.  Ця стратегія не є гарною для використання у великих класах через часові та матеріально-технічні обмеження (Bonwell and Eison, 1991). Обмін думками в парах корисний для викладача, оскільки він дає змогу організовувати вміст і відстежувати, де студенти знаходяться відносно теми, що обговорюється в класі, економить час, щоб він/вона міг перейти до інших тем, допомагає зробити клас більшим інтерактивний, надає студентам можливість взаємодіяти один з одним (Radhakrishna, Ewing, and Chikthimmah, 2012).
- Навчальний осередок — це ефективний спосіб для пари студентів навчатися та навчатися разом. Осередок навчання був розроблений Марселем Гольдшмідом зі Швейцарського федерального технологічного інституту в Лозанні (Голдшмід, 1971). Навчальний осередок — це процес навчання, у якому двоє студентів почергово задають запитання та відповідають на запитання щодо часто читаних матеріалів. Щоб підготуватися до виконання завдання, учні читають завдання та записують запитання, які у них виникають до прочитаного. На наступних зборах класу вчитель довільно розбиває учнів на пари. Процес починається з призначення одного студента з кожної групи, щоб почати, ставлячи одне зі своїх запитань іншому. Коли двоє студентів обговорюють питання, інший студент ставить запитання, і вони чергуються відповідно. Протягом цього часу вчитель ходить від групи до групи, дає коментарі та відповідає на запитання. Цю систему ще називають студентською діадою .
- Коротка письмова вправа , яка часто використовується, це «одномихвилинна стаття». Це хороший спосіб переглянути матеріали та надати відгук. Однак «одномихвилинна стаття» не займає одну хвилину, і студентам пропонується коротко підсумувати її [ хто? ] що вони мають принаймні 10 хвилин для роботи над цією вправою. (Див. також: Вікторина § У навчанні .)
- Група спільного навчання є успішним способом вивчення різного матеріалу для різних класів. Тут ви об’єднуєте учнів у групи по 3–6 осіб, і їм дають доручення або завдання, над яким вони повинні працювати разом.  Щоб залучити участь і залучити мудрість усіх учнів, у класній кімнаті має бути гнучке розсадження, щоб можна було створювати невеликі групи. (Бенс, 2005)
- Студентські дебати є активним способом навчання студентів, оскільки вони дають студентам можливість зайняти позицію та зібрати інформацію, щоб підтвердити свою думку та пояснити її іншим.
- Реакція на відео також є прикладом активного навчання.
- Обговорення в малих групах також є прикладом активного навчання, оскільки воно дозволяє учням виразити себе в класі. Більша ймовірність того, що студенти візьмуть участь у дискусіях у малих групах, ніж у звичайній лекції в аудиторії, тому що вони перебувають у більш комфортній обстановці серед своїх однолітків, і з точки зору простої кількості, розподіляючи студентів на групи, більше студентів отримує можливість висловитися. Існує так багато різних способів, якими вчитель може провести обговорення в малих групах у класі, наприклад створити з цього гру, змагання чи завдання. Статистика показує, що дискусії в малих групах є більш корисними для студентів, ніж дискусії у великих групах, коли йдеться про участь, висловлення думок, розуміння проблем, застосування проблем і загальний стан знань.
- Своєчасне навчання сприяє активному навчанню, використовуючи запитання перед заняттям, щоб створити спільну мову між учнями та вчителями перед початком уроку. Ці розминкові вправи, як правило, є відкритими запитаннями, призначеними для того, щоб заохотити студентів підготуватися до уроку та висловити їхні думки щодо цілей навчання.
- Класна гра також вважається енергійним способом навчання, оскільки вона не тільки допомагає студентам повторити матеріал курсу перед великим іспитом, але й допомагає їм отримати задоволення від вивчення теми. Різні ігри, такі як Jeopardy! а кросворди, здається, завжди збуджують розум учнів.
- Навчання шляхом викладання також є прикладом активного навчання, оскільки студенти активно досліджують тему та готують інформацію, щоб викласти її в класі. Це допомагає учням ще краще вивчати власну тему, а іноді учні навчаються та спілкуються з однолітками краще, ніж зі своїми вчителями.
- Прогулянка галереєю – це те, де студенти групами пересуваються по класній кімнаті чи майстерні, активно беручи участь у дискусіях і вносячи внески в інші групи, нарешті накопичуючи знання з теми та ділячись ними.
- На фабриці навчання предмети, пов’язані з виробництвом, можна вивчати інтерактивно в реалістичному навчальному середовищі.
- Навчання, орієнтоване на проблеми , або «PBL» — це стратегія активного навчання, яка дає учням першочергову відповідь на проблему, і була визнана ефективною стратегією з такими складними темами, як медицина.

## Ефективні стратегії у великих класах
[ редагувати ]
Трансформаційний досвід активного навчання (TALE) може бути складним у великих класах, де кількість студентів може перевищувати 200, як правило, в університетах.
Приклади деяких завдань у великих класах:
- Оцінки та успішність студентів можуть бути знижені.
- Здатність студента критично мислити може бути нижчою.
- Відгуки та інструкції професора можуть бути зведені до мінімуму.
- Учні стануть менш активними в процесі навчання.

Незважаючи на труднощі, можна побачити очевидні переваги; у великому класі багато ідей можуть бути згенеровані з кількома думками. Різноманітне населення може розширюватися та створювати міцні зв’язки та стосунки між однокласниками. 
1- Використання програмного забезпечення для участі студентів без розкриття їхніх ідентифікацій може бути рішенням для студентів, які відчувають дискомфорт від представлення своїх думок перед великою аудиторією.
2. Те, що називається «одномихвилинний документ», може бути корисною стратегією для відповіді студентів. Коли вчитель ставить запитання, пов’язане з темою, яку викладали, учні пишуть свої відповіді індивідуально протягом 60 секунд.
3- «Подумай у парах і поділися» — це метод, який використовувався, щоб ознайомити учнів із трьома способами навчання. По-перше, кожен студент дає відповідь на запитання викладача. Потім кожен учень поділиться відповіддю з іншим однолітком для аналізу та глибшого мислення. Нарешті, увесь клас разом обговорить свої відповіді. 

## Елементи практик високого впливу
Джордж Д. Кух визначив практики високого впливу (HIPs) як «специфічний набір практик, які, як правило, призводять до значущого досвіду для студентів». Кух і його колеги визначили кілька важливих елементів, які можна застосувати в широкому діапазоні навчальних можливостей. 
1. Розділяти навички, яким потрібно навчати, крок за кроком, є більш корисним, ніж викладати велику кількість знань одночасно. Ця концепція була розроблена на основі теорії зони найближчого розвитку Льва Виготського (1978). На практиці учні починають урок із вищими очікуваннями та в позитивній атмосфері класу. У результаті всі учні уявлятимуть свої цілі як досяжні, що спонукатиме їх довіряти своїм здібностям і заохочуватиметься брати активну участь у процесі навчання. Коли учні нижчого рівня починають стикатися з деякими труднощами, роль вчителя стає вирішальною у наданні нових ресурсів і методів для підвищення успішності учнів.
2. Досягнення ефективного навчання буде загальним результатом «розрізненого навчання». Цю ідею вперше представив Герман Еббінгауз (1913) у своїй книзі «Пам'ять: внесок в експериментальну психологію». Він визначив розподілене навчання як процес вивчення нової інформації протягом тривалого періоду різними способами з використанням різних видів діяльності.
3. Високоякісне навчання може бути досягнуто, коли студенти мають позитивні стосунки зі своїми однокласниками та вчителями. Учні з більшою ймовірністю будуть мотивовані та досягнуть своїх цілей, коли спілкуватимуться з учителями та однокласниками, які підтримають і допоможуть.
4. Наявність різноманітного досвіду в класі дозволяє учням познайомитися з різними думками та генерувати нові ідеї під час спілкування з однолітками з різних ідентичностей.

## Використання техніки
Використання мультимедійних і технологічних інструментів допомагає покращити атмосферу в класі, таким чином покращуючи досвід активного навчання. Таким чином, кожен студент активно включається в процес навчання. Вчителі можуть використовувати фільми, відео, ігри та інші цікаві заходи для підвищення ефективності активного процесу навчання. Використання технологій також стимулює ідею «реального світу» активного навчання, оскільки воно імітує використання технологій поза класною кімнатою. Впровадження технології в поєднанні з активним навчанням було досліджено та виявлено взаємозв’язок між використанням і підвищенням позитивної поведінки, підвищенням ефективного навчання, «мотивацією», а також зв’язком між учнями та зовнішнім світом.  Теоретичними основами цього процесу навчання є:
1. Flow : Flow — це концепція підвищення рівня концентрації учня, оскільки кожен індивід усвідомлює та повністю залучається до навчальної атмосфери. Відповідно до власних можливостей і можливостей, через самоусвідомлення учні виконують поставлене завдання. Першою методологією для вимірювання потоку був вибірковий досвід Чиксентміхалі.
2. Стилі навчання : отримання знань за допомогою власної техніки називається стилем навчання. Навчання відбувається відповідно до потенціалу, оскільки кожна дитина різна і має особливий потенціал у різних сферах. Він призначений для всіх типів учнів: візуальних, кінестетичних, когнітивних та емоційних. [ сумнівно – обговорити ]
3. Локус контролю : люди з високим внутрішнім локусом контролю вважають, що кожна ситуація або подія пов’язана з їхніми ресурсами та поведінкою. Ті, хто має високий зовнішній локус контролю, вважають, що ніщо не знаходиться під їхнім контролем.
4. Внутрішня мотивація : Внутрішня мотивація – це фактор, який впливає на самосприйняття поставленого завдання. Від самосприйняття даної діяльності залежить зацікавленість, ставлення, результат.

## Докази дослідження
Численні дослідження продемонстрували докази підтримки активного навчання за умов адекватного попереднього навчання.
Метааналіз 225 досліджень, які порівнювали традиційні лекції з активним навчанням на університетських курсах математики, природничих наук та інженерії, виявив, що активне навчання знижує рівень невдач з 32% до 21% і підвищує результативність студентів при оцінюванні курсу та інвентаризації концепцій на 0,47 стандартного відхилення . Оскільки результати були настільки надійними щодо методології дослідження, ступеня контролю та предмета, публікація Національної академії наук припускає, що було б неетично продовжувати використовувати традиційний лекційний підхід як контрольну групу в таких дослідженнях. Найбільші позитивні ефекти були помічені в розмірах класів до 50 учнів і серед учнів, недостатньо представлених у галузях STEM. 
Річард Хейк (1998) проаналізував дані понад 6000 студентів-фізиків у 62 вступних курсах фізики та виявив, що студенти в класах, де використовувалися методи активного навчання та інтерактивної взаємодії, покращилися на 25 відсотків , досягнувши середнього приросту 48% на стандартному тесті з фізики. знання, Force Concept Inventory , порівняно з приростом студентів на 23% у традиційних, лекційні курси. 
Подібним чином, Hoellwarth & Moelter (2011) показали, що коли викладачі переключали свої уроки фізики з традиційного викладання на активне навчання, навчання студентів покращилося на 38 відсотків, приблизно з 12% до понад 50%, як виміряно Force Concept Inventory, який став стандартним показником навчання студентів у курсах фізики.
У «Чи працює активне навчання? Огляд дослідження» Прінс (2004) виявив, що «існує широка, але нерівномірна підтримка основних елементів активного, спільного, кооперативного та проблемного навчання » в інженерній освіті. 
Майкл (2006)  , розглядаючи застосовність активного навчання до фізіологічної освіти, виявив «зростаючу кількість досліджень у конкретних науково-викладацьких спільнотах, які підтримують і підтверджують нові підходи до навчання, які були прийняті».
У звіті 2012 року під назвою «Залучення до Excel»  Рада консультантів президента Сполучених Штатів з питань науки і технологій описала , як вдосконалені методи навчання, включаючи залучення студентів до активного навчання, сприятимуть утриманню студентів і підвищать ефективність на курсах STEM . Одне дослідження, описане у звіті, показало, що студенти, які навчаються на традиційних лекційних курсах, мали вдвічі більше шансів залишити інженерний факультет і втричі більше шансів повністю кинути коледж порівняно зі студентами, які навчалися з використанням методів активного навчання. В іншому цитованому дослідженні учні в класі фізики, які використовували активні методи навчання, навчилися вдвічі більше, ніж ті, яких навчали в традиційному класі, як виміряно за результатами тестування.
Активне навчання було реалізовано у великих лекціях, і було показано, що як вітчизняні, так і іноземні студенти сприймають широкий спектр переваг. У недавньому дослідженні було продемонстровано значні покращення в залученні студентів і розумінні навчального матеріалу серед іноземних студентів. 
Також було показано, що підходи до активного навчання зменшують контакт між студентами та викладачами на дві третини, зберігаючи при цьому результати навчання, які були принаймні такими ж хорошими, а в одному випадку й значно кращими, порівняно з результатами, досягнутими в традиційних аудиторіях. Крім того, сприйняття студентами свого навчання було покращено, і було продемонстровано, що активне навчання в аудиторіях призводить до більш ефективного використання фізичного простору. 
Дослідження 2019 року Deslauriers et al. стверджував, що студенти мають упереджене сприйняття активного навчання і вони відчувають, що вчаться краще за допомогою традиційних методів навчання, ніж активної навчальної діяльності. Це можна виправити ранньою підготовкою та постійним переконанням, що студенти отримують користь від активного навчання. 
В іншому дослідженні, проведеному Wallace et al. (2021), вони дійшли висновку, що в порівнянні між студентами, яких навчає інструктор з активного навчання, і з традиційним інструктором, студенти, які займаються активним навчанням, перевершують своїх колег на іспитах.  У цій обстановці викладач, зосереджений на активному навчанні, був інструктором вперше, а особа, яка викладала традиційний стиль навчання, була інструктором протягом тривалого часу. Дослідники визнали обмеження цього дослідження в тому, що люди могли досягти кращих результатів через глибину в конкретних розділах класу, тому дослідники вилучили з цього аналізу питання, які могли надавати перевагу одному розділу більше, ніж іншому.

## Дивіться також
- Дія навчання
- Навчання на основі дизайну
- Експериментальне навчання
- Допитливе навчання
- Навчальне середовище
- Навчальний простір
- Організаційне навчання
- Освейський рух
- Організаційні моделі школи
- Слойд